# Höhlentauchen

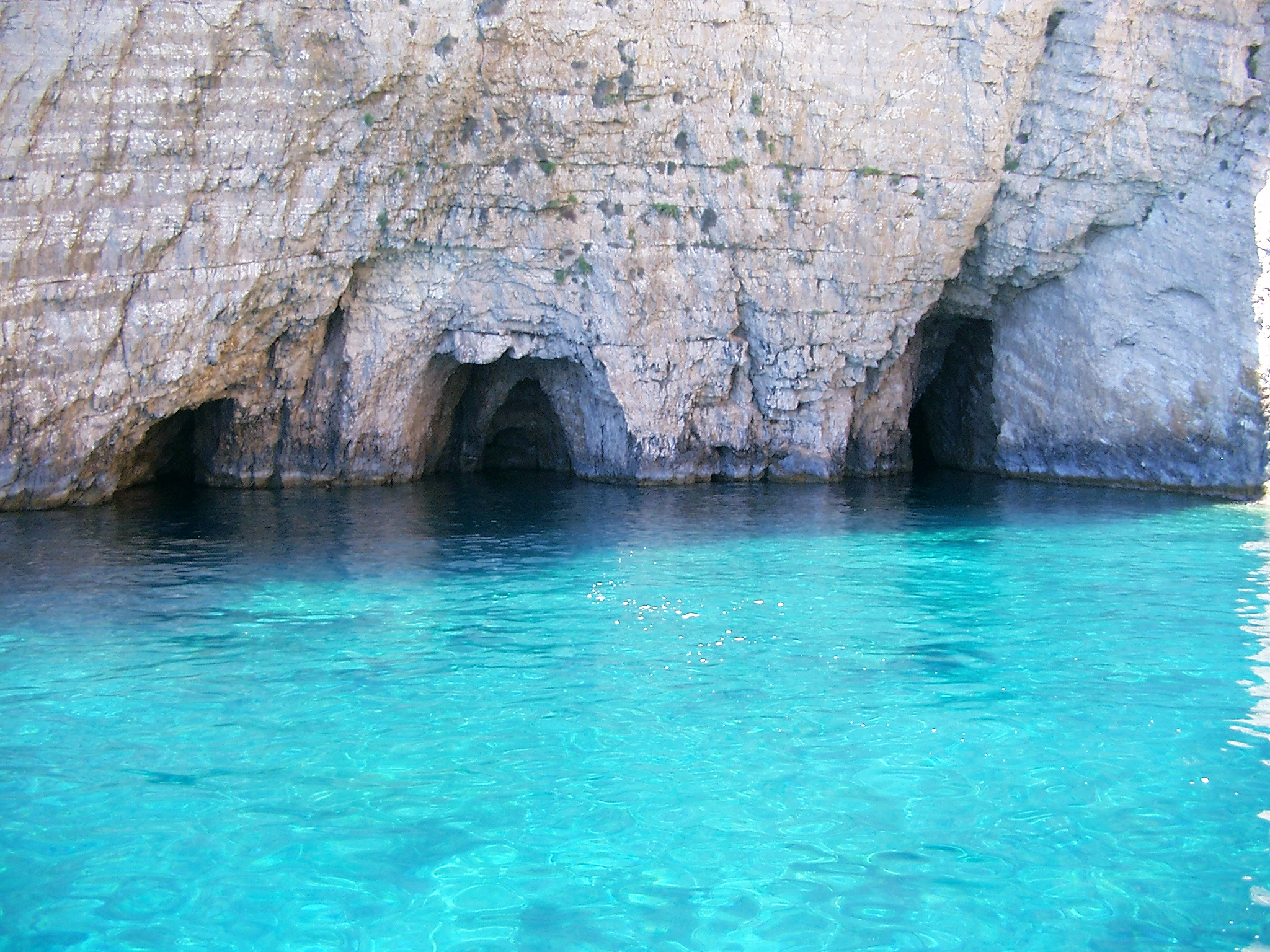
Höhleneingänge auf Zakynthos, Griechenland

Das Höhlentauchen ist eine besondere Variante des Tauchsports, die mit erhöhten Risiken verbunden ist. Für Wissenschaftler ist es jedoch oft eine notwendige Voraussetzung zur Höhlenforschung (Speläologie) in Höhlen, Grotten und Cenoten, die unter dem Meeres- oder Karstwasserspiegel liegen. Auch in wassergefüllten Untertagebergwerken und Kavernen werden die Techniken des Höhlentauchens angewendet.
Während das Grottentauchen auch von wenig erfahrenen Sporttauchern relativ sicher durchgeführt werden kann, benötigt man für tiefere Tauchgänge, fernab vom Tageslicht und einem Ausgang, eine angepasste Tauchausrüstung (Redundanz der überlebenswichtigen Teile) und den Risiken angepasste Tauchfertigkeiten. Diese kann man sich in Höhlentauchausbildungen aneignen. Das Betauchen von Höhlen ist oft genehmigungspflichtig, da es nicht selten mit großen Gefahren für die Taucher als auch für die Höhle, die beschädigt werden könnte, verbunden ist.

## Höhlenzonen

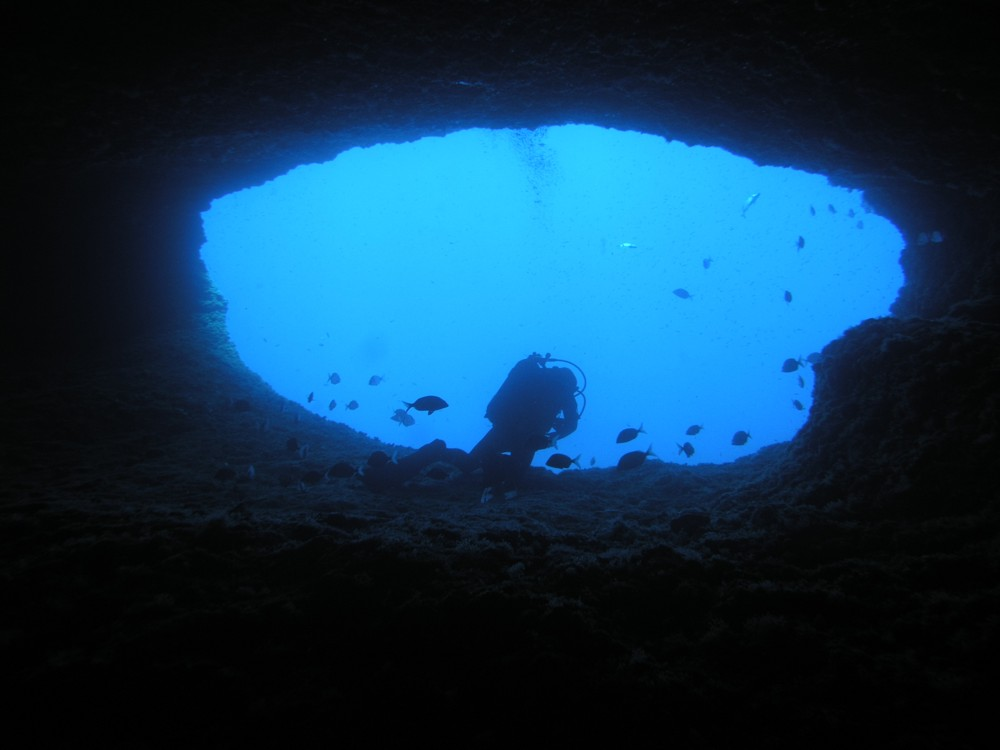
Nereo Cave, südlicher Eingang

Das Höhlentauchen wird von CMAS in drei unterschiedliche Zonen eingeteilt:
Zone 1 – Cavern
Das Grottentauchen (umgangssprachlich oft Höhlentauchen genannt und englisch: cavern diving), also Tauchen in der Zone 1 bedeutet, dass im Eingangsbereich von wassergefüllten, natürlichen oder künstlichen Höhlen oder in Grotten getaucht wird und zwar innerhalb des mit natürlichem Licht ausgeleuchteten Bereichs.
Zone 2 – Cave
Höhlentauchen (englisch: cave diving) bedeutet, dass in wassergefüllten, natürlichen oder künstlichen Höhlen getaucht wird und zwar jenseits der Zone mit natürlichem Licht (totale Finsternis). Die Taucher stoßen dabei bis zu Engstellen, Siphons und bis zu 30 m tief in die Höhle vor. Diese Zone wird auf Englisch auch als apprentice cave diving bezeichnet.
Zone 3 – Full Cave
Beim erweiterten Höhlentauchen (englisch: full cave diving) werden größere Höhlensysteme betaucht und erforscht. Die Taucher stoßen bis zu mehreren Kilometern tief und teilweise auf tagelangen Expeditionen in eine Höhle vor.
Dabei wird zum Teil noch von „Höhlenforschung unter Wasser“ gesprochen. Dies findet vor allem in kleineren Höhlen statt und gehen von den Tauchbedingungen oft weit über „Zone 3 – Full Cave“ hinaus.

## Ausbildung
Verschiedene Tauchorganisationen bieten Ausbildungen für Höhlentaucher an. Teilweise orientieren sich diese an den von CMAS festgelegten drei Höhlenzonen. Einige Organisationen bieten eine Höhlentauch-Ausbildung für Sporttaucher an, bei der es sich – entgegen dem Namen – meist um eine Zulassung für das Grottentauchen (Zone 1) handelt. Da das Höhlentauchen mit nicht unerheblichen Risiken verbunden ist, wird von einer autodidaktischen Herangehensweise dringend abgeraten.
Folgende Ausbildungen werden von den weltweit bedeutendsten Tauchverbänden angeboten:
| Zulassung               | CMAS                      | GUE                     | ANDI                                           | NACD                 | NAUI                                  | NSS-CDS                | PADI                 | TDI           |
| ----------------------- | ------------------------- | ----------------------- | ---------------------------------------------- | -------------------- | ------------------------------------- | ---------------------- | -------------------- | ------------- |
| Grottentaucher (Zone 1) | Höhlentaucher I           |                         | Cavern Diver, Level 2                          | Cavern Diver         | Cavern Diver                          | Cavern Diver           | Cavern Diver         | Cavern Diver  |
| Höhlentaucher (Zone 2)  | Höhlentaucher II          | Cave Diver Level 1      | Cave Diver, Level 1                            | Intro to Cave Diving | Cave Diver Level I                    | Basic/Intro Cave Diver |                      | Intro to Cave |
|                         |                           | Cave Diver Level 2      |                                                | Apprentice to Cave   |                                       | Apprentice Cave Diver  |                      |               |
| Höhlentaucher (Zone 3)  | Höhlentaucher III         | Cave Diver Level 2      | Cave Diver, Level 3 und Cave Explorer, Level 4 | Full Cave Diver      | Cave Diver Level II                   | Cave Diver             |                      | Full Cave     |
| Höhlentaucher (58 m)    |                           | Cave 2 + TEK 1          | Cave Explorer Level 5                          |                      |                                       |                        |                      |               |
| Höhlentaucher-Guide     |                           |                         |                                                |                      | Cave Guide (Technical Support Leader) |                        |                      |               |
| Höhlentauchlehrer 1     | Höhlentauchinstruktor I   | Cave Instructor Level 1 | Assistant Instructor (ASI)                     | Cavern Instructor    | Assistant Instructor                  | Instructor             | Specialty Instructor |               |
| Höhlentauchlehrer 2     | Höhlentauchinstruktor II  | Cave Instructor Level 2 | Open Water Instructor (OWI)                    | Cave Instructor      | Instructor                            | Instructor             |                      |               |
| Höhlentauchlehrer 3     | Höhlentauchinstruktor III | Cave Instructor Level 3 |                                                |                      |                                       |                        |                      |               |

### Ausbildungen von CMAS
Das Ausbildungssystem des Tauchverbands CMAS, nach dem auch angeschlossene Organisationen ausbilden, definiert seine drei Ausbildungsstufen wie folgt:

#### Höhlentaucher I

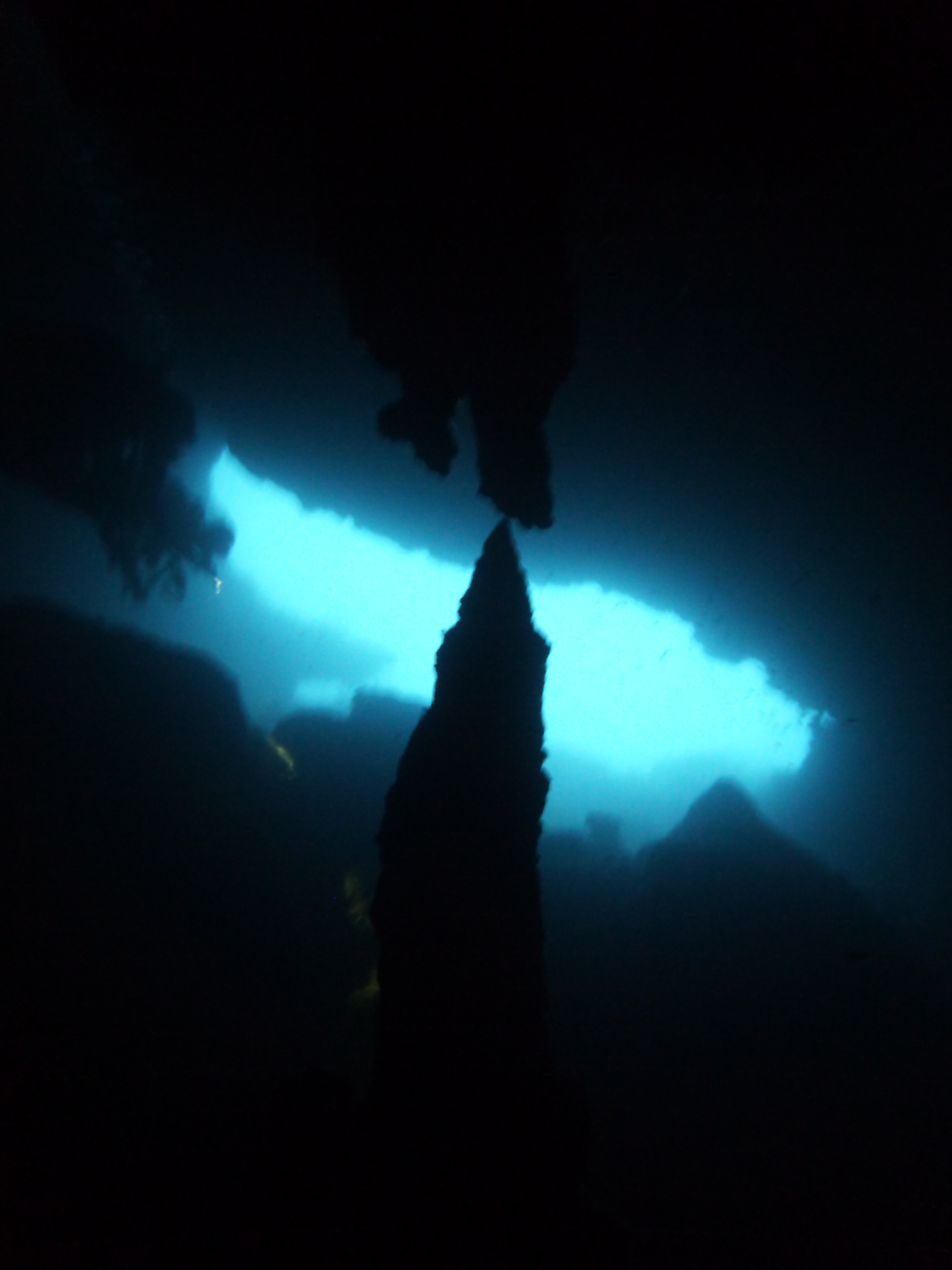
Tauchen in Cala sa Nau in Zone I (Mariengrotte)

Der Taucher erlernt das Betauchen von Grotten im Lichtbereich (Tageslicht) des Eingangs. Je nach Organisation wird als maximale Eindringdistanz 50–60 m definiert und eine maximale Tiefe von 18 bis 20 m. Diese Art des Höhlentauchens ist bei normalen Sporttauchern beliebt. Es bestehen weitere einschränkende Randbedingungen wie minimale Größe des Ganges, minimale Sichtweiten, Abzweigungen (Verbot von Jumps), minimale Gerätegröße und Luft als alleiniges Gas, reine Nullzeittauchgänge, um nur einige zu nennen. 
Die Höhlen der Zone 1 (Cavern) werden charakterisiert bzw. abgegrenzt (nach CMAS):
- direkter Blick (und Zugang) zur freien Wasseroberfläche, immer genügend natürliches Licht
- keine Verengungen/Engstellen (2 Taucher können mit voller Ausrüstung gemeinsam passieren)
- Sichtweite mind. 10 m
- max. Tiefe 20 m
- max. Distanz zur Wasseroberfläche 50 m
- fest installierte, ununterbrochene Führungsleine
- keine Siphons, keine Grotten/Höhlen mit höhlenwärts (einwärts) gerichteter Strömung (keine Schwinden) und keine Höhlen mit wechselnder Strömungsrichtung (keine Estavellen)
- keine Abzweigungen (Jumps), die Hauptleine darf nie verlassen werden
- keine Traversen (Start bei einem Eingang, Ausstieg bei einem anderen)
- keine Gaps (Unterbruch in der Leine bedeutet zwingend Umkehr)
- Circuits/Loops nur falls innerhalb aller obigen Limiten und falls die Cavern Line, respektive der Cavern Circuit fest installiert, rundum geschlossen und markiert ist.

Auch hinsichtlich der Ausrüstungs-Redundanz und dem Gas-Management gibt es entsprechende Regeln. Trotzdem kann ein „normaler“ Sporttaucher mit geringer Adaption seiner Freiwasser-Ausrüstung und mit einer relativ kurzen Theorieausbildung für den Cavern-Bereich „fit gemacht“ werden, um dort unter Aufsicht und Führung eines erfahrenen Cave Guides oder -Instructors sichere Tauchgänge durchführen zu können.
CMAS verlangt als Voraussetzung:
- mindestens 16 Jahre alt,
- CMAS Zwei-Sterne-Tauchschein (dies entspricht einem Rescue Diver von PADI),
- mind. 25 bisher geloggte Tauchgänge,
- mind. 5 geloggte Nachttauchgänge
- gültiges Tauchtauglichkeitszeugnis (jünger als 1 Jahr).

Daneben empfiehlt CMAS:
- Sonderkurs Orientierung,
- Sonderkurs Navigation,
- eine hohe körperliche Fitness,
- eine hohe mentale Stabilität und
- eine nichtaggressive Grundhaltung.

#### Höhlentaucher II

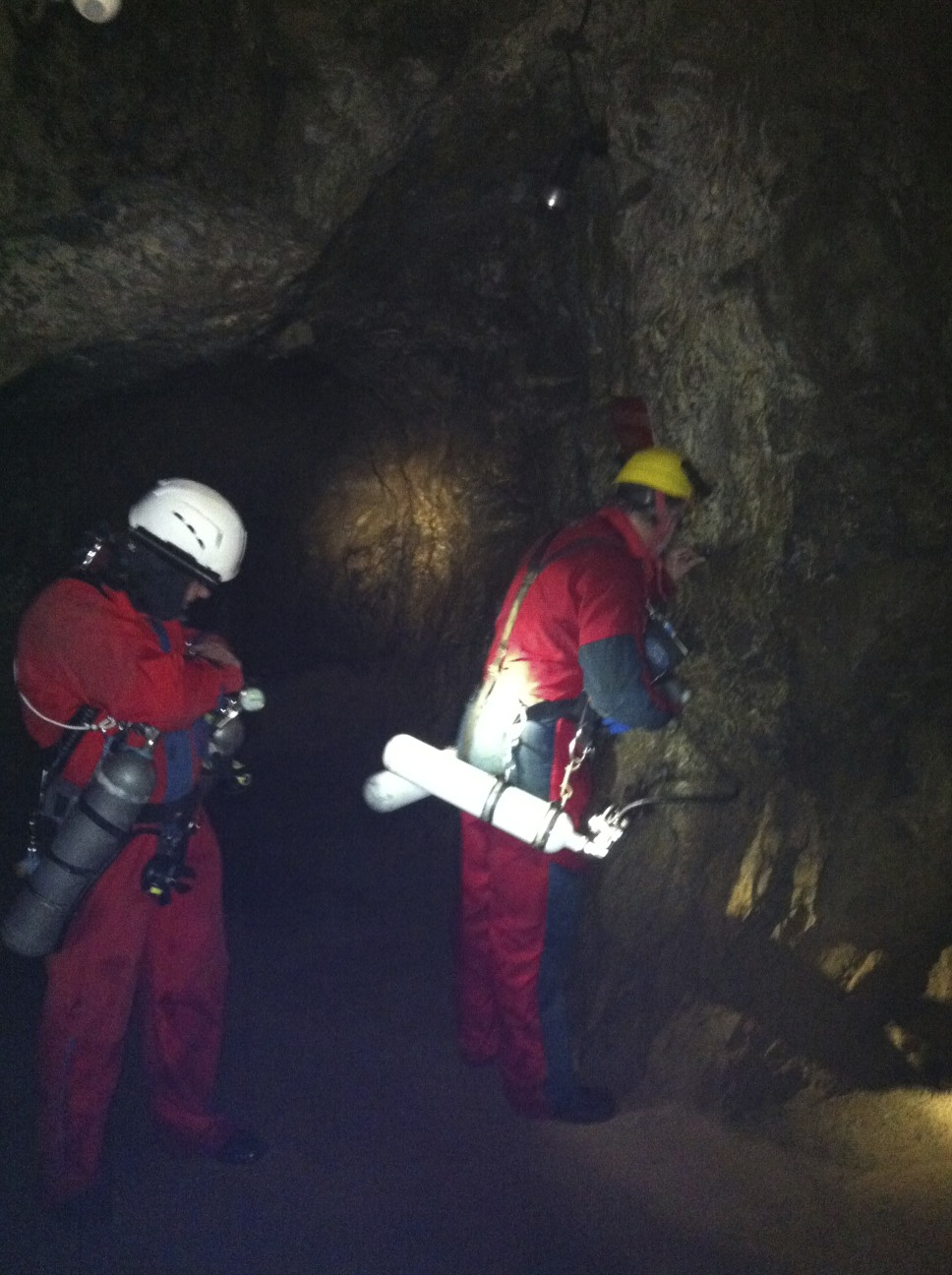
Höhlentaucher auf dem Weg zur Tauchstelle

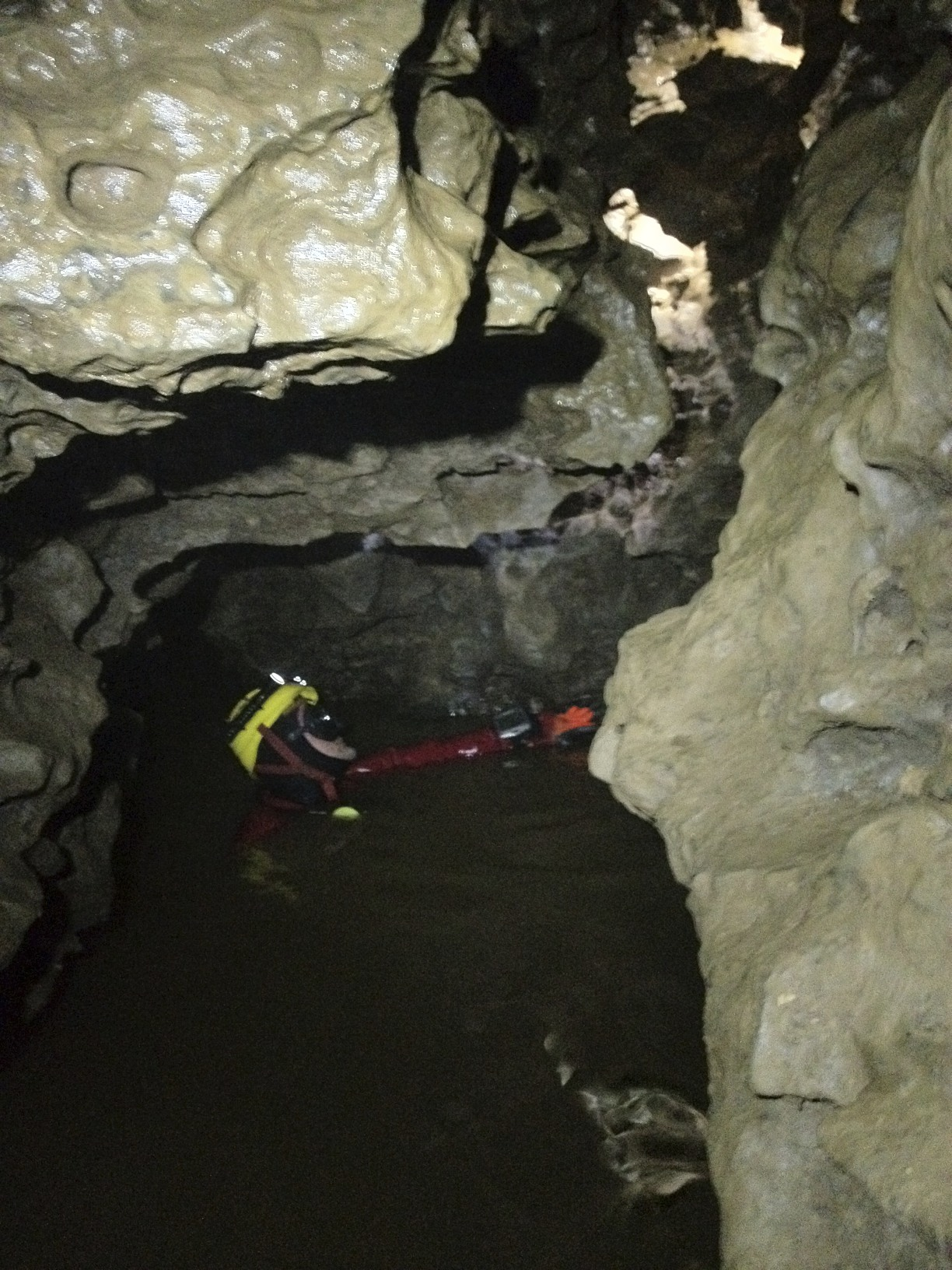
Tauchen in der Kluterthöhle

Hier wird der Tageslichtbereich verlassen. Dekompressionstauchgänge sind nichts Ungewöhnliches, ebenso solche mit Nitrox (abhängig von der Ausbildungsorganisation). Die Zone 2 wird weiter definiert (z. T. organisationsabhängig) bezüglich einer gewissen Mindestsichtweite, dem Verbot des Durchtauchens von Engstellen mit einer gewissen Mindestgröße, einer maximalen Tiefe von meist 30 m, dem fehlenden Einsatz von Stage-Flaschen, keiner Post-Siphon-Tauchgänge und weiterer Grenzen.
Einige Organisationen gliedern diese Stufe in zwei Unterstufen auf: Intro to Cave und Cave Diver.
Aus der betauchten Umgebung ergeben sich weitere Anforderungen an die Ausrüstung und die Ausbildung, die naturgemäß weitaus strenger sind als für den Cavern-Bereich. Es ist dies definitiv ein Höhlenbereich, in dem ein Sporttaucher ohne eine geeignete Ausrüstung und Ausbildung nichts betauchen darf.
Die CMAS verlangt als Voraussetzung mindestens eine abgeschlossene Zwei-Sterne- oder PADI Rescue-Diver-Ausbildung, sowie ein Cavern-Diver-Brevet und Erfahrungsnachweise, damit das höhlentauchtechnische Grundverständnis bereits vorhanden ist.

#### Höhlentaucher III
Es ist die höchste und anspruchsvollste Stufe des Höhlentauchens für die Zone 3. Darunter fällt alles, was nicht durch die vorangehenden zwei Stufen abgedeckt ist, insbesondere: beliebige Eindringdistanz, Engstellen, Post-Siphon-Tauchen, Tiefen bis 40 m EAD, beliebige Sichtweiten bis hinunter zu 0 m, andere Atemgase als Luft, Einsatz von Stage-Flaschen, Langstreckentauchgänge, Dekompressionstauchgänge, Engpässe bis hinunter zur Größe von sog. Squeezes usw. 
Die CMAS verlangt mindestens einen Drei-Sterne- oder PADI-Divemaster-Tauchschein sowie ein Cave-Diver-Brevet. 

## Probleme und Risiken

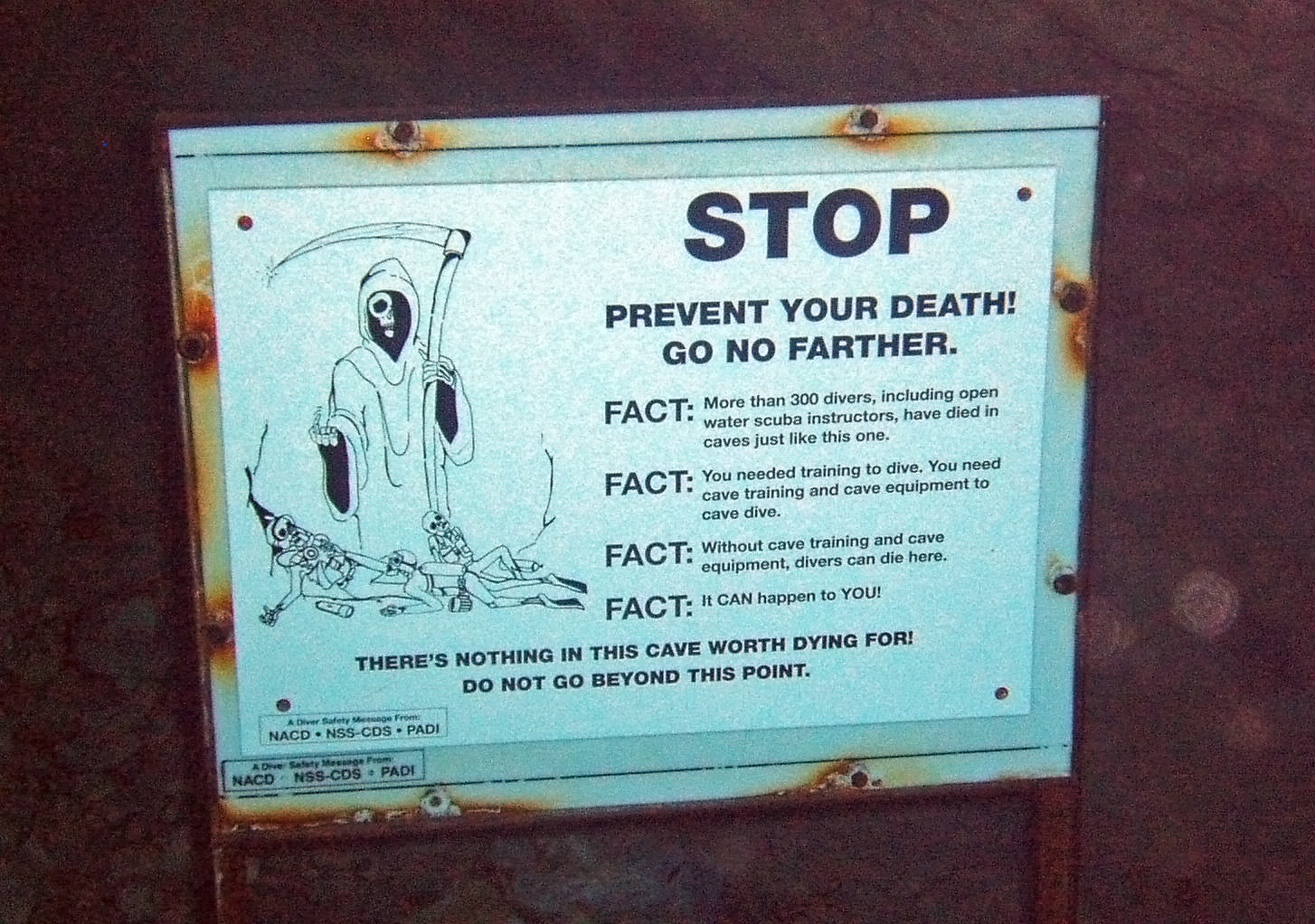
Warnschild in einer Unterwasserhöhle

Höhlentauchen ist deutlich gefährlicher als normales Sport- oder Berufstauchen; Statistiken nennen eine 130-fach erhöhte Unfallgefahr und belegen einen Zusammenhang der tödlichen Unfälle mit dem Alter der Taucher und dem Ausbildungsstand. Einige Höhlen sind daher ab einem bestimmten Punkt mit einem Warnschild mit dem Motiv eines Sensemanns versehen, das auf die Gefahr für nicht speziell ausgebildete Taucher hinweist.
Druckausgleich
Natürliche Höhlen verlaufen selten präzise horizontal, was unterschiedliche Tauchtiefen bedeutet und somit auch unterschiedliche Druckverhältnisse (an der Oberfläche ~1 bar, in 10 m Tiefe ~2 bar, in 20 m ~3 bar usw.), die durch den Taucher mittels Druckausgleich ausgeglichen werden müssen, wenn er kein Barotrauma erleiden will.
Orientierungsverlust

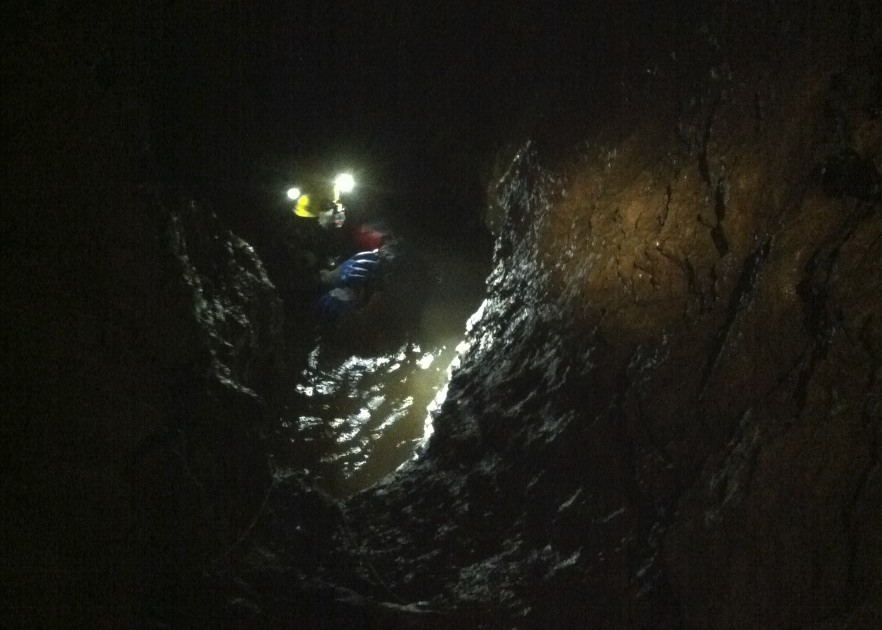
Aufgewirbeltes Sediment beim Einstieg

Der Flossenschlag des Tauchers kann Sediment am Höhlenboden aufwirbeln (silt out). Ferner kommt es vor, dass die Blasen der Ausatemluft Partikel von der Höhlendecke lösen (Percolation), die zu Boden sinken. Diese Schwebstoffe können zu sehr eingeschränkten Sichtverhältnissen führen. Um auch bei schlechter Sicht den Weg zum Ausgang zu finden, wird eine durchgehende Führungsleine gespannt, die der führende Taucher beim Vordringen von einer Rolle (Reel, Spool) abspult und sinnvoll befestigt. An dieser Leine kann sich der Taucher haptisch orientieren. In manchen Höhlen gibt es festinstallierte Führungsleinen.
Engstellen
Beim Vorstoß durch Engstellen wird nicht nur Sediment aufgewirbelt, sondern die Ausrüstung wird einer hohen Belastung ausgesetzt. Da der Höhlentaucher im Gegensatz zum Höhlenforscher außerhalb des Wassers zwingend eine schwere sperrige Ausrüstung mitführt, die er auch nicht ohne Weiteres komplett ablegen kann, besteht eine größere Gefahr, hängen zu bleiben oder sich in Engstellen zu verkeilen. Höhlentaucher betauchen deshalb unbekannte Engstellen oft mit den Füßen voran, während beim trockenen Befahren in aller Regel Kopf voran geschluft wird.
Atemgasvorrat
Höhlentaucher tauchen im Mindestsicherheitsstandard nach der 1⁄3-Regel, d. h. ein Drittel des mitgeführten Atemgases wird für den Weg in die Höhle hinein und ein Drittel zum Verlassen der Höhle genutzt. Das letzte Drittel bildet eine Sicherheits-Reserve. Im Notfall muss die Reserve auch für den Buddy reichen. Oft werden nahe dem Einstiegsbereich Atemgas-Depots unter Wasser erstellt, um genügend Atemgas für die Dekompressions-Stopps zur Verfügung zu haben. Falls bei einem Siphon aufgetaucht und dekomprimiert werden muss, so muss das dazu benötigte Atemgas den gesamten Weg mitgeführt werden. Bei Bedarf wird die Atemgasreserve den örtlichen Gegebenheiten, der verwendeten Ausrüstung (bspw. Sidemount, Scooter), den Erfahrungen der Taucher oder auch dem jeweiligen Tauchverbandsstandard meist durch Anwendung der 1⁄4-, 1⁄5- oder 1⁄6-Regel erhöht.
Psychische Stabilität
Durch die oft fehlende Möglichkeit einen Notaufstieg durchzuführen, eingeschränkte Sicht, Dunkelheit, beengende Platzverhältnisse und teilweise kühles Wasser, ist beim Höhlentauchen eine hohe psychische Stabilität und Besonnenheit von großer Bedeutung, um bei unvorhergesehenen Ereignissen zu vermeiden, dass Panik aufkommt und der Taucher sich oder seinen Buddy in Lebensgefahr bringt.
Verletzungsgefahr
Das Tauchen in einer Höhle mit vorspringenden Felsen, Tropfsteinen und anderen Hindernissen birgt besonders große Gefahren für äußere Verletzungen. Schürfwunden wird durch den Tauchanzug vorgebeugt; dieser wird in engen Höhlen teilweise durch einen darüber getragenen Schlaz zusätzlich geschützt. Durch einen Helm, der auch als Befestigungspunkt für Lampen dient, wird der Kopf geschützt. Besonders gefährlich ist das Begehen von luftgefüllten Zwischenpassagen am Ende eines Siphons. Hier ereignen sich durch Stürze die meisten gravierenden Unfälle.
Gaseinschlüsse
In wassergefüllten Höhlen sind zuweilen gasgefüllte Glocken zu finden. Taucher sollten grundsätzlich der Versuchung widerstehen, das Gasgemisch in diesen Glocken einzuatmen, da die Gefahr besteht, dass kein ausreichender Sauerstoffanteil oder giftige Gase enthalten sind.
Strömung

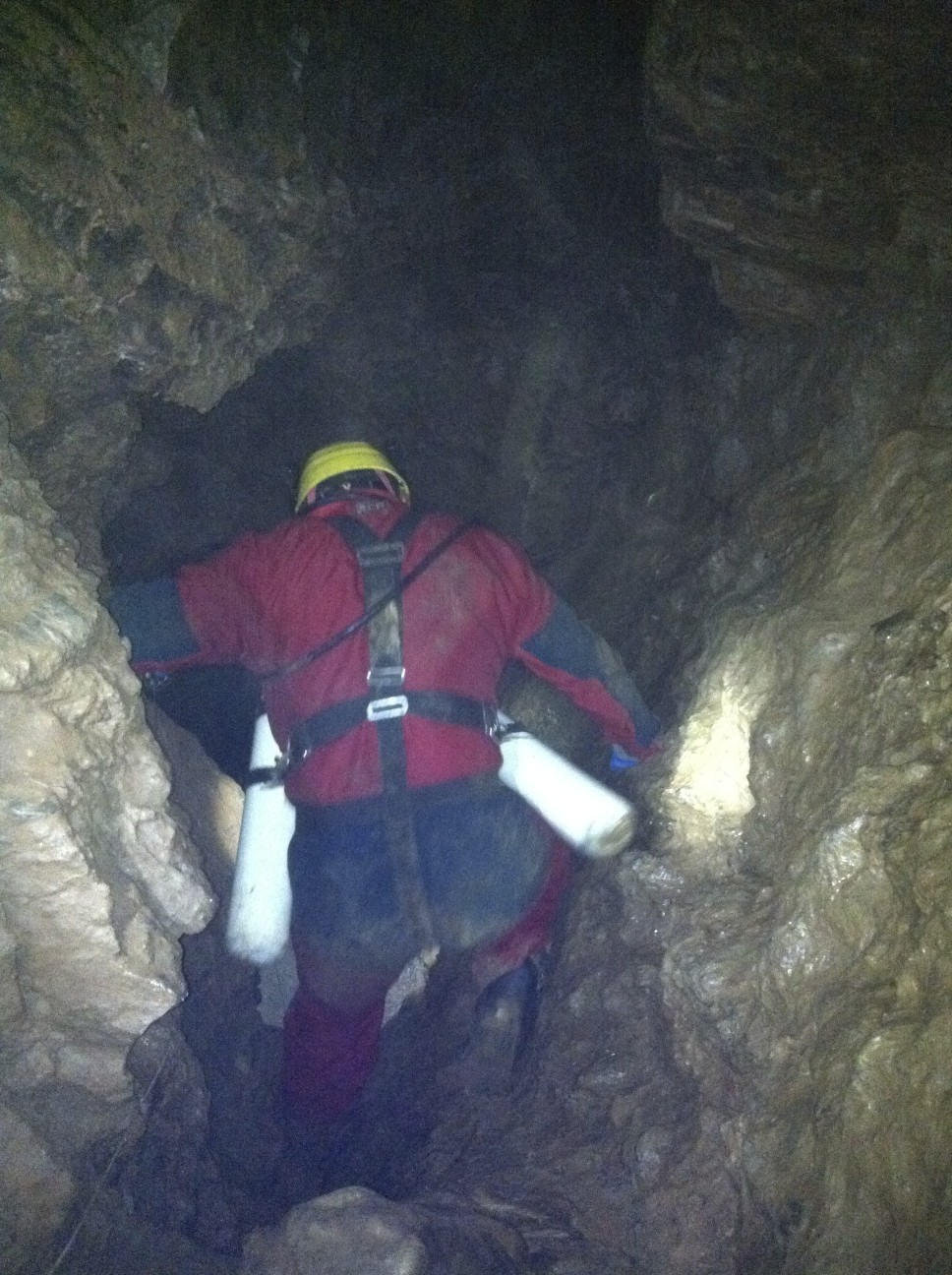
Schwierige Erreichbarkeit einer Tauchstelle

Normalerweise wird gegen die Strömung hinein getaucht (upstream) und mit der Strömung zurück getaucht (downstream). Vorsicht ist geboten, wenn Höhlen oder Abschnitte mit hinein fließenden Gewässern betaucht werden (Ponor), da der Rückweg gegen die Strömung liegt. Dadurch erhöht sich die benötigte Zeit, die physische Anstrengung und der Atemgasverbrauch. Wird gegen die Strömung getaucht, so sind strengere Regeln den Atemgasvorrat betreffend anzuwenden als die oben beschriebene Drittelregel.
Erreichbarkeit der Tauchstellen
Außer in phreatischen Höhlen muss zum Erreichen der Tauchstelle meist ein trockener Teil der Höhle befahren werden. Neben den generellen Gefahren einer Höhlenbefahrung kommt hier der Transport der Ausrüstung hinzu: Oft müssen Strecken schlufend und kletternd überwunden oder die Ausrüstung durch Spalten geschoben werden. Dabei besteht nicht nur Gefahr für Mensch und Material, sondern es können auch Speleotheme beschädigt werden, so dass Tauchgänge in entfernt liegenden Höhlenteilen aus Sicht des Höhlenschutzes problematisch sein können.

## Ausrüstung
Beim Höhlentauchen werden höhere Anforderungen an die Tauchausrüstung als beim Sporttauchen gestellt. Teilweise auch höhere Anforderungen als beim technischen Tauchen. Durch die Verhältnisse, die Untertags herrschen, kommen auch zusätzliche, im Sport- und technischen Tauchen nicht benötigte Ausrüstungsgegenstände hinzu.
Druckluftflaschen
Der in Druckluftflaschen mitgeführte Luftvorrat ist meist größer als beim Sporttauchen. Um die Sicherheit zu erhöhen und die Grundzeit zu verlängern, werden oft wie von technischen Tauchern bekannt, mehrere zusätzliche Flaschen (Stages) gefüllt mit unterschiedlichen Atemgasgemischen umgehängt und Flaschendepots unter Wasser erstellt.
Atemregler
Um bei Ausfall eines Atemreglers sicher zu sein, werden in der Regel mehrfach redundante Atemregler pro Taucher mitgeführt. Da gerade in Höhlen, die von Grundwasser durchströmt werden, niedrige Wassertemperaturen herrschen können, werden in der Regel ausschließlich kaltwassertaugliche Atemregler eingesetzt.
Tauchanzug
Neben der Robustheit gegen Abrieb und scharfes Gestein muss ein Tauchanzug für Höhlentaucher, wegen der oft frischen Wassertemperaturen und der teilweise langen Tauchzeit, gut isolieren. Ein robuster Trockenanzug erfüllt diese Anforderungen und sorgt zusätzlich für ein redundantes Auftriebssystem.
Taucherlampe
Eine besondere Bedeutung kommt den künstlichen Lichtquellen, den Taucherlampen, zu: Da sich ein Ausfall verheerend auswirken kann, ist hier mehrfache Redundanz unerlässlich. Im Cavern-Bereich wird im Allgemeinen verlangt, dass der Taucher eine Haupt- und eine Reservelampe mit sich führt. Im Cave- und Full-Cave-Bereich hat jeder Taucher mindestens drei Lampen mitzuführen. Neben den Anforderungen, die für alle Taucherlampen gelten, müssen diese in der Höhle auf einem Helm befestigt werden können, um beide Hände frei zu haben.
Safety Reel
Jeder Höhlentaucher sollte eine Sicherheitsleinenrolle (englisch safety reel oder safety spool) mitführen, mit der bei Kontaktverlust zur permanenten Hauptleine diese wiedergefunden werden kann. Die minimal vorgeschriebene Leinenlänge bewegt sich um die 50 m. 
Primary Reel

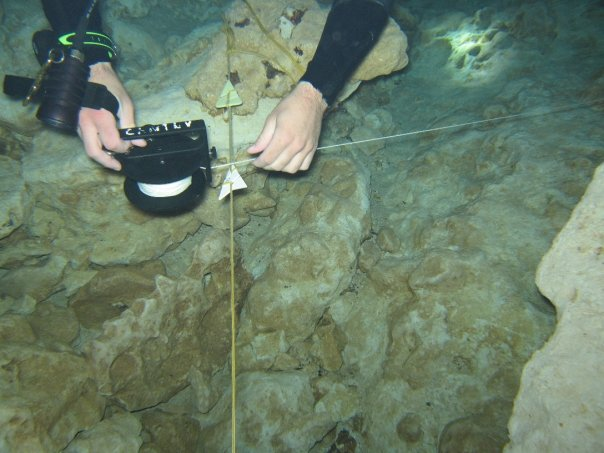
Setzen einer Abzweigung (weiß); line arrows an der gelben Hauptleine.

Neben dem Safety Reel sollte jeder Höhlentaucher eine Basisleinenrolle (englisch primary reel) mit 80 bis 100 m Leine bei sich tragen. Damit wird für die gesamte Dauer des Tauchganges eine temporäre Verbindung von einer freien Wasseroberfläche im Eingangsbereich bis zum Beginn einer permanenten Hauptleine (main-line) geschaffen.
Jump Reel
Zur temporären Verbindung bei den offen gelassenen Lücken in der Hauptleine bei Abzweigungen (gaps, jumps) werden ein- oder meist mehrere sogenannte jump reels mitgeführt und eingesetzt. Diese haben meist 20–30 m Leine.
Directional Markers

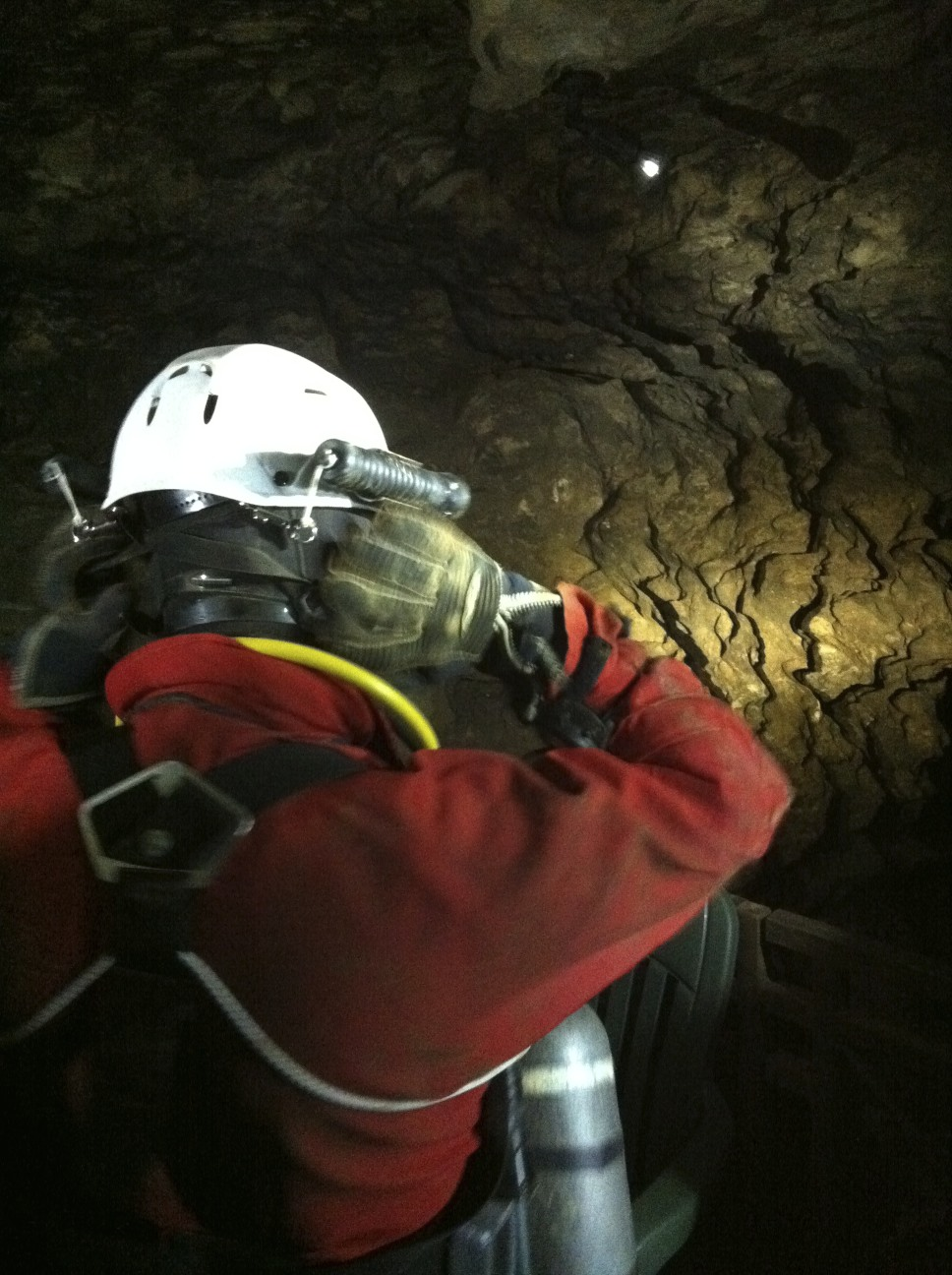
Taucher mit Helm vor einem Tauchgang in der Kluterthöhle

Die Führungsleine muss so markiert werden, dass die Richtung zum Ausgang von Tauchern jederzeit gefunden werden kann. Zu diesem Zweck dienen sog. Richtungs-Pfeile (englisch directional markers, line arrows), die in das Seil eingebunden werden können. Insbesondere, wenn der Taucher die Orientierung verloren hat, ist es wichtig, dass er anhand der Markierung feststellen kann, ob er sich in Richtung Ausgang oder zum Höhleninneren hinbewegt.
Non directional Markers
Weiter werden zur Anwesenheitsmarkierung sogenannte nicht-richtungsweisende Markierungen (non directional markers) verwendet. Da diese die Form eines runden Kekses haben, werden sie auch cookies (deutsch ‚Keks‘) genannt.
Helm
Von Höhlentauchern wird zudem, in Anlehnung an das trockene Befahren von Höhlen, ein Helm verwendet. Dieser ähnelt in etwa dem eines Bergsteigers und wird zudem dazu verwendet, die Lampe zu befestigen. Dabei ist auf Helme ohne zusätzlichen Auftrieb zu achten.